# 秩父鐵道7500系電聯車
秩父鐵道7500系電聯車（日语：／ Chichibu Tetsudō 7500-kei densha）是秩父鐵道的秩父本線使用的通勤型電聯車。本條目也同時記載秩父鐵道7800系電聯車（日语：／ Chichibu Tetsudō 7800-kei densha）。

## 概要
7500系是為了替代車體老化的秩父鐵道1000系電聯車，而由東京急行電鐵（現東急電鐵）轉讓的東急8090系電聯車改裝而成的列車，並於2010年3月25日開始投入使用。而7800系同樣是為了替代秩父鐵道1000系電聯車，而由同樣的原型車改裝而成的列車，並於2013年3月16日開始投入使用。

## 規格與構造
7500系電聯車的車體採用輕量化的不鏽鋼製造，並將車身形塑成卵型，以防止車體變形。車廂內配備長條式的座椅、放置輪椅的專用空間和具備防滑功能的地板。7800系電聯車則在原先沒有配備駕駛室的中間車輛加設駕駛室，並利用其骨架加強車體結構的強度；而本型車的車頭設計也異於7500系電聯車。同時7800系的車西內部也有設置放置輪椅的專用空間。